# Julio Iglesias
Julio Iglesias, španski pevec, * 23. september 1943, Madrid, Španija.
| - Yo Canto (1969) - Gwendolyne (1970) - Por una mujer (1972) - Soy (1973) - Und das Meer singt sein Lied (1973) - A Flor de Piel (1974) - A México (1975) - El Amor (1975) - América (1976) - En el Olympia (1976) - Se mi lasci, non vale (1976) - Schenk mir deine Liebe (1976) - A mis 33 años (1977) - Sono Un Pirata, Sono Un Signore (1978) - Emociones (1978) - Aimer La Vie (1978) - Innamorarsi alla mia età (1979) - A vous les femmes (1979) |  | - Hey! (1980) - Sentimental (1980) - Amanti (1980) - De niña a mujer (1981) - Fidèle (1981) - Zartlichkeiten (1981) - Minhas canções preferidas (1981) - Momentos (1982) - Momenti (1982) - Et l'amour créa la femme (1982) - In Concert (1983) - Julio (1983) - 1100 Bel Air Place (1984) - Libra (1985) - Un Hombre Solo (1987) - Tutto l'amore che ti manca (1987) - Non Stop (1988) - Raíces (1989) |  | - Latinamente (1989) - Starry Night (1990) - Calor (1992) - Anche senza di te (1992) - Crazy (1994) - La carretera (1995) - Tango (1996) - My Life: The Greatest Hits (1998) - Noche de cuatro lunas (2000) - Una donna può cambiar la vita (2001) - Ao meu Brasil (2001) - Divorcio (2003) - Love Songs (2003) - En français (2004) - Love Songs - Canciones de amor (2004) - L'homme que je suis (2005) - Romantic Classics (2006) - Quelque chose de France (2007) |